# Lupanar
Lupanar su ruševine bordela u starorimskom gradu Pompeji. Posebno je zanimljiv zbog erotskih slika na zidovima. Lupanar na latinskomznači "bordel". Pompejski lupanar poznat je i kao Lupanare Grande ili "Namjenski izgrađen bordel". Nakon što su postali rimska kolonija, Pompeji su bili usko povezani s Venerom božanstvom seksa i mitološkim likom usko povezanom s prostitucijom.

## Položaj
Lupanar (Regio VII, insula 12, prostorije 18–20) nalazi se otprilike dva bloka istočno od foruma i u blizini Stabijskih termi na raskrižju Vico del Lupanare i Vico del Balcone Pensile.
Ova lokacija smatralo se popularnim društvenim središtem ili "piazzom" na temelju grafita koji su uključivali reklame za sportske turnire, političku propagandu i druge kolokvijalnije poruke. Znanstvenici su otkrili da je oko vanjskog dijela bordela bio veliki promet pješaka.

## Tretman povjesničara
Vodiči i povjesničari iz 19. stoljeća često su odbijali istraživati ili raspravljati o bordelima zbog vlastitih moralnih stavova. Iako su povjesničari u početku oklijevali pružiti javnosti uvid u drevne bordele, Lupanar je danas vrlo posjećena turistička atrakcija u Pompejima.
Povjesničar s kraja 19. stoljeća Wolfgang Helbig izjavio je da je "analiza pojedinačnih slika [iz bordela] nepotrebna i nedopustiva." Tek u 20. stoljeću znanstvenici su počeli ozbiljno shvaćati iskapanja drevnih javnih kuća. Drevna erotska umjetnost postala je popularan način proučavanja kako bi se ponudio uvid u grčko-rimsku seksualnost, partnerstvo i dinamiku moći.
Prijem bordela od strane pokrovitelja i posjetitelja ilustrirao je klasne razlike unutar bordela. Poznato je da su posjetitelji iz više klase iskrivili prikaz bordela proizlazeći iz vlastite klasičnosti. Iako su prostor često opisivali kao prljav ili neprivlačan, znanstvenici su takva sjećanja proglasili pristranim i nepouzdanim.

## Bordeli
Rimska riječ za bordel bila je lupanar, što znači vučja jazbina, a prostitutka se zvala lupa ("vučica").
Rani pompejanski kopači, vođeni strogom skromnošću tog vremenskog razdoblja, brzo su klasificirali svaku zgradu s erotskim slikama kao javne kuće. Po ovom kriteriju, Pompeji su imali 35 lupanara. S obzirom na broj stanovnika od deset tisuća Pompeja tijekom prvog stoljeća naše ere, to ostavlja jedan bordel na 286 ljudi ili 71 odraslog muškarca. Korištenje strožih standarda za identifikaciju bordela  brojku čini realnijom brojkom uključujući devet jednosobnih objekata i Lupanar na VII, 12, 18–20.
Bordeli su tijekom tog razdoblja obično bili mali sa samo nekoliko soba. Prostitutke su radile u malim, zasebnim sobama. Nije bilo vrata niti naznaka karniša za privatnost, samo s malim prozorom s rešetkama visoko na zidu za svjetlo. Pojedinačna cijena prostitutki često je bila navedena pokraj vrata, a određivali su je njihovi svodnici. Lupanar je bio najveći bordel pronađen u Pompejima s 10 soba. Kao i u drugim bordelima, sobe u Lupanaru bile su jednostavno namještene. Kao krevet služio je madrac na platformi od cigle.

## Grafiti
U Lupanaru je pronađeno preko 150 grafita. Prisutnost ovih grafita poslužila je kao jedan od kriterija za identifikaciju zgrade kao javne kuće. Ceste koje vode do Lupanara imale su ugravirane faluse kako bi se klijentima pologlo pronaći bordel. Većina građana Pompeja sudjelovala je u pisanju po zidovima s ciljem slanja poruka, oglašavanja, ogovaranja ili širenja važnih informacija. Znalo se da su žene, djeca, radnici i robovi sudjelovali u grafitima<
Grafiti unutar bordela uključivali su i tekstove i slike kao i obavijesti o smrti, pjesme, bakropise, pozdrave i komplimente.
Grafit Lupanara smatran je multisenzornim iskustvom. Budući da velik dio stanovništva Pompeja nije bio potpuno pismen, grafiti su bili interaktivno iskustvo za sve posjetitelje. Pokrovitelji i radnici mogli su ne samo pročitati zidni tekst, već i izgovoriti ga naglas, čuti ga od drugih, pa čak i fizički dodirnuti gravure. Ograničeni pravopis i loša gramatika i sintaksa dali su uvid u spektar pismenosti među stanovništvom Pompeje.
Primjeri grafita iz Lupanara uključuju:
- Hic ego puellas multas futui ("Ovdje sam pojebao mnoge djevojke").[16]
- Felix bene futuis ("Sretniče, dobro se ševiš", laskanje prostitutke svom klijentu,[17] ili "Sretniče, dobro se ševiš"[18] ).
- Sabinus Proclo | salutem ("Sabinov pozdrav Proklu").[19]
- Ias Magno salute ("IAS pozdravlja Magnusa").[20]
- Africanus moritur | scribet (!) puer Rusticus | condisce(n?)s cui dolet pro Africano ("Africanus umire. Dječak Rusticus ovo piše. Dok ste saznali za ovo, tko je u agoniji zbog Africanusa?").[21]
- Μόλα · φουτοῦτρις ("Mola je jebačica")[22]

Ostali primjeri mogu se pronaći na drugim mjestima u Pompejima. Bogate osobe općenito nisu posjećivale bordele zbog dostupnosti ljubavnica ili robinja priležnica. Međutim, grafiti pričaju priče. Razni autori odgovaraju jedni drugima na rezbarije u svojevrsnom dijalogu. Autorica Sarah Levin-Richardson tvrdi da su grafiti više od pukih zapisa seksualnih veza ili reklama usluga prostitutki; oni ilustriraju interaktivni diskurs o muškosti.
Grafiti bordela pružili su uvid u demografiju, kao i jezike koji se govore u bordelu. Tekst se može pronaći na grčkom, latinskom i maternjem oskičkom jeziku.
Zbog Rimske nomenklature, možemo reći tko je bio oslobođen ili rob na temelju imena ispisanih grafitima na zidovima.
Iako su većinu pismenog stanovništva Pompeja činili muškarci, postoje zapisi koji ukazuju na pismenost žena. Pogreške u sintaksi, gramatici i pravopisu ponudile su uvid u spektar pismenosti. Mnogi znanstvenici starog Rima pripisali su takve zidne natpise, uključujući reklame za barove, ljubavna pisma, pozdrave, uvrede, pa čak i financijske podatke, književnicama.
Pisani dokaz felacija nudi uvid u različite perspektive ženskih prostitutki i muških klijenata. Postoji tekst na zidu koji glasi, Fortunata fellat ("Fortunata je sranje") Znanstvenici mogu nagađati da je ovaj grafit vjerojatno napisala žena dok opisuje aktivni položaj sisanja. Ovo je važna razlika od riječi irrumare koja se prevodi kao "jebati u usta". Ovaj bi glagol koristili muški klijenti kako bi izrazili da se nad njima vrši felacio.
Neravnomjerna distribucija grafita daje uvid u popularnost pojedinih soba. Najviše grafita nalazi se najbliže ulazu što ukazuje na to da su klijenti ove prostorije najčešće koristili ili čak preferirali.

## Erotske freske
Najpoznatije obilježje bordela su erotske freske koje se nalaze duž hodnika iznad nadvratnika. Ukupno je osam značajnih fresaka, iako je samo sedam još uvijek u očuvanom stanju. Od fresaka koje su još uvijek netaknute, njih pet prikazuje različite seksualne položaje između muškarca i žene. Freske ilustriraju položaje Žene na vrhu, Misionarski položaj, Doggy style, položaj 69 i Analni seks. Šesta freska prikazuje muškarca koji sjedi u pratnji žene koja stoji; muške geste prema onome za što znanstvenici vjeruju da je manja slika seksa. Sedma freska prikazuje istaknuto božanstvo Prijapa, muškog boga plodnosti poznatog po stalnoj i naglašenoj erekciji, okruženog s dvije stilizirane erekcije. Osma freska je u izuzetno lošem stanju, ali se vjeruje da prikazuje još jednu seksualnu aktivnost.
Freske su izvorno otkrivene tijekom iskapanja 1862. godine. Mogu se datirati u 72. godinu. To je zato što postoji otisak novčića unutar zidne žbuke koji se može povezati s ovom godinom.
Freske su namjerno postavljene iznad razine očiju kako bi se uspostavila simbolička distanca između promatrača (klijenta) i seksualnog putovanja na koje su trebali krenuti. Raspored fresaka vodi prema van od vrata 18. Freske su također pomogle u stvaranju osjećaja luksuza, budući da su prikazivale velike sobe s otmjenom posteljinom i bogatstvom, kupci su mogli gledati te slike i zamisliti da imaju slično raskošno iskustvo.
Druge neseksualne slike mogu se pronaći duž zidova bordela, uključujući prikaze životinja i druge ukrasne uzorke. Za prikazivanje takvih slika najčešće se koristila crvena boja, što dokazuju njezini suptilni ostaci.
Iako je širok raspon seksualnih činova, uključujući oralne i homoerotske aktivnosti, prikazan u grafitima i drugim umjetničkim djelima diljem Pompeja, Lupanarove freske prikazuju isključivo heteronormativni odnos između muškarca i žene. Freske u Lupanaru posebno su uređene kako bi potencijalnim klijentima sugerirale pročišćeno i idealističko seksualno okruženje. Penetracija muškarca, oralni seks davan ženi, te promjena tradicionalnih rodnih uloga u snošaju bili su tabu unutar rimskog društva i stoga često skriveni od očiju javnosti. Mnoge erotske freske bile su cenzurirane unatoč prikazivanju očiglednih seksualnih radnji. Na fresci najbližoj ulazu u bordel umjetnik je pažljivo sakrio ženske grudi, ali i genitalije. Na takvim su se djelima često prikazivale vrpce na prsima kako bi se ukazalo na skromnost. Na fresci koja se nalazi na južnoj strani hodnika vidljive su grudi ženske figure. Penetracija je, međutim, još uvijek diskretno pokrivena.
Iako erotske freske često nisu prikazivale stvarne seksualne radnje koje su se odvijale u bordelu, bile su dopuna reklamama za određene prostitutke i aktivnosti. Posjetitelji bi često potražili inspiraciju u freskama prije nego što bi odabrali svoju prostitutku i/ili uslugu.

## Ženske prostitutke
Ženske prostitutke često su opisivane kao likovi u rimskoj književnosti; međutim, izvještaji iz prve ruke o pravim prostitutkama daleko su rjeđi. Jedna od svakih pet prostitutki bila je robinja. Vlasnik ovih prostitutki zvao se Leno. Leno bi kupovao djevojke (obično s Istoka) po cijeni od oko 600 sestercija da im budu robinje. Druge prostitutke bile su prisiljene raditi u bordelu zbog financijske krize i obiteljskih institucija. Bilo je prilično rijetko da prostitutka zaradi dovoljno novca da pobjegne od rada u bordelu.
Život prostitutke u Pompejima bio je pun izazova. Bilo da su bile ropkinje ili jednostavno presiromašne da uskrate posao, prostitutke su teško odbijale klijenta. Nije bilo neuobičajeno da prostitutke budu opljačkane, pretučene, silovane, pa čak i ubijene dok su radile u bordelu. Žene u bordelu suočavale su se s takvim zlostavljanjem i od strane klijenata i od menadžera. Budući da su mnoge prostitutke bile robovi, često su bile izložene seksualnom i fizičkom nasilju. Klijenti su često bili posesivni i ljubomorni prema svojim omiljenim prostitutkama te su im uzvraćali prijetnjama i batinanjem.
Jedan od najzloglasnijih primjera zlostavljanja seksualnih radnica u starom Rimu, točnije sjevernoj Africi, uključivao je ropkinju po imenu Adultera koja je bila prisiljena nositi olovni ovratnik. Na ovratniku je stajao natpis "Adultera [moje ime], ja sam prostitutka. Obuzdaj [me] jer sam pobjegla od Bulla Regia." Povjesničari su primijetili da bi kovač zakucao ovratnik dok joj je bio oko vrata. Ovratnik je pronađen još uvijek omotan oko vrata njezina kostura.
Prostitutke nisu bile odgovorne samo za fizički rad, već i za emocionalni rad. Od prostitutki lupanara se očekivalo da klijentima ponude ljubaznost i podršku osim fizičke privrženosti i seksualnih usluga. Primijećeno je da prostitutke liječe rane i grade samopouzdanje uznemirenih posjetitelja. Mnogi su se klijenti pretvarali da su prostitutke legitimno zainteresirane za njih kao osobe i seksualne partnere kako bi stvorili iluziju ljubavi. Ponekad su klijenti i prostitutke imali dugoročne veze kao što je prikazano u zakonskim tekstovima.
Od prostitutki se očekivalo da pomažu u održavanju bordela. Također su ih poticali da razgovaraju s klijentima i da im pišu poruke na zidovima.
Zabilježeno je da su neki klijenti često posjećivali bordel i uživali u pisanim izjavama o svojim posjetima. Klijent po imenu Sollemnis dvaput je spomenut u grafitima na zidu bordela. Jedan od tekstova glasio je: "Sollemnis, dobro se jebeš". Nejasno je jesu li prostitutke ovo same napisale s obzirom na to da je pismenost bila uglavnom uobičajena među muškom populacijom; međutim, moguće je da su takve ideje znali izraziti tekstom.
Iako je u drevnim Pompejima postojala stigma oko seksualnog rada, prostitutke nisu bile skrivene od očiju javnosti. Često su komunicirali izvan bordela kada su uzimali vodu ili sudjelovali u drugim zadanim zadacima. U svojim kratkim trenucima izvan Lupanara, prostitutke su mogle potrošiti ono malo novca što su zaradile na hranu, predmete i piće. Budući da su lokalne fontane i sam Lupanar bili u blizini popularne pijace, prostitutke su dobile dragocjene trenutke slobode u kojima su se družile i komunicirale s građanima. Ipak, kako autorica Sarah Levin-Richardson objašnjava, prostitucija je bila samo jedan aspekt opsežnijeg sustava seksualnog iskorištavanja robova.
Velik dio ovog iskorištavanja odvijao se unutar konteksta pojedinačnog kućanstva, a ne u kontekstu seksa za prodaju: točnije, smatralo se da su svi porobljeni pojedinci raspoloživi za seksualne aktivnosti svim slobodnih članova kućanstva, a neki su pojedinci bili kupljene posebno kao seksualne robinje, a ponekad i u vrlo mladoj dobi.
Raširena mizoginija starog Rima bila je uvelike štetna za sve žene niže klase, što je prikazano u njihovim nadimcima kao "vučice". Rimski muškarci iz više klase namjerno bi svaku ženu iz niže klase identificirali kao prostitutku, osobito ako je radila izvan kuće ili s muškarcima koji nisu izravni članovi obitelji.

## Poslovne operacije
Lupanar iz Pompeja nije bio isključivo mjesto za prostituciju, već i mjesto za razonodu lokalnih muškaraca. Iako su pripadnici više klase imali bolji tretman u bordelima, radnici i robovi često su posjećivali tu ustanovu radi opuštanja, druženja i seksualnog zadovoljenja.
Bordel je bio vrlo profitabilan poslovni model koji je uključivao specijalizirani sustav ulaganja koji je išao preko grupa makroa i iznajmljivanja robinja. Svodnici su često određivali cijene, osobito ako je prostitutka bila robinja. Čak je i jeftina prostitutka zarađivala dva ili tri puta više od nekvalificiranog muškog radnika, čineći lupanare profitabilnim za gospodare, svodnike i posjednike.
Velik dio profita bordela ostvaren je aktivnostima izvan seksualnih odnosa. Lupanar je služio i kao bar jer su prostitutke pripremale i prodavale piće posjetiteljima i klijentima. Također je zabilježeno da su same prostitutke znale piti kako bi izdržale nasilje s kojim su se često suočavale.
Također je zabilježeno da su prostitutke nudile tjelesnu i osobnu njegu klijentima. U ostacima bordela pronađene su preostale brončane posude širokog oboda. Takve su se posude najčešće nalazile uz predmete za osobnu njegu ili toaletne potrepštine, što je znanstvenike navelo na vjerovanje da su se te posude vjerojatno koristile za kupanje i čišćenje klijenata.
Još jedan dokaz prakse njege tijela bili su raschiatoio ili "strugala" pronađena u blizini vodenih bazena. To je također navelo znanstvenike da vjeruju da bi prostitutke brijale dlake na licu i tijelu klijenata dok bi bile u bordelu. Takva su otkrića omogućila znanstvenicima i povjesničarima da bolje razumiju korištenje vode u bordelu i zašto je bilo unosno da prostitutke stalno idu do obližnjih fontana kako bi napunile i ispraznile posude s vodom.

## Fontane u blizini
Budući da bordel nije imao vlastitu opskrbu vodom, vodu su morali nositi iz zajedničkih fontana u blizini. Jedna fontana, južno od bordela, nalazila se blizu raskrižja Vicolo del Lupanare i Via dell'Abbondanza. Još jedna fontana nalazi se na raskrižju Via Stabiana i Via della Fortuna. Treća fontana nalazila se zapadno od Lupanara, na raskrižju ulica Vicolo della Maschera i Vicolo del Balcone Pensile.
Od prostitutki se očekivalo da donesu vodu da je vrate u bordel na čišćenje, brijanje i druge prakse njege tijela. Iako je njihov primarni posao bio zadovoljiti klijentov seksualni apetit, također su bili odgovorni za održavanje čistoće i reda u bordelu. Nakon upotrebe, prostitutke bi iskorištenu vodu bacale na ulice ili uličice.